# Prisjan
Prisjan (en serbe cyrillique : Присјан) est un village de Serbie situé dans la municipalité de Pirot, district de Pirot. Au recensement de 2011, il comptait 78 habitants.

## Démographie
| 1948  | 1953  | 1961 | 1971 | 1981 | 1991 | 2002 | 2011 |
| ----- | ----- | ---- | ---- | ---- | ---- | ---- | ---- |
| 1 027 | 1 037 | 915  | 694  | 486  | 251  | 143  | 78   |

|  |